# Cantone di Courpière
Il Cantone di Courpière era una divisione amministrativa dell'arrondissement di Thiers.
È stato soppresso a seguito della riforma complessiva dei cantoni del 2014, che è entrata in vigore con le elezioni dipartimentali del 2015.
Comprendeva i comuni di
- Aubusson-d'Auvergne
- Augerolles
- Courpière
- Olmet
- La Renaudie
- Sainte-Agathe
- Sauviat
- Sermentizon
- Vollore-Montagne
- Vollore-Ville